# Pentathlon

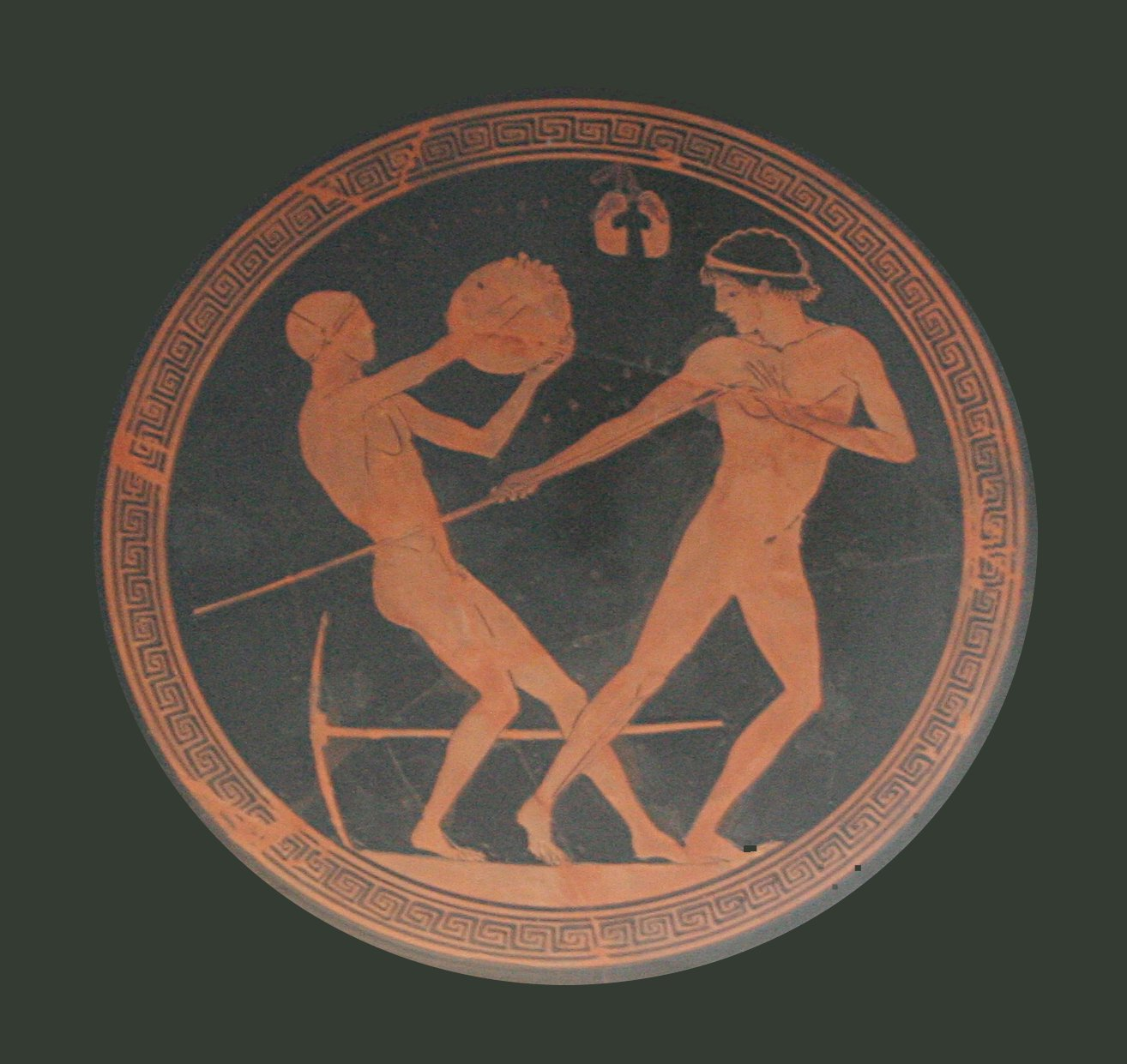
Il pentathlon nell'Antica Grecia, includeva il lancio del disco e il lancio del giavellotto

Il pentathlon era una gara sportiva articolata su cinque prove e praticata sin dall'antichità in Grecia.
Le discipline presenti erano:
- stadion (gara di velocità su una distanza di c. 192 m);
- salto in lungo;
- lancio del giavellotto;
- lancio del disco;
- lotta greca.

Entrò nel programma delle Olimpiadi nel 708 a.C. e lo spartano Lampis ne fu il primo campione, in seguito ci fu l'Atleta di Taranto.
La prima gara moderna si disputò nel 1912 alle Olimpiadi di Stoccolma e nel 2009 fu adottata la sequenza dello schema attuale del pentathlon moderno:
- scherma (spada);
- nuoto (200 m stile libero);
- equitazione
- combinata:
  - corsa (3200 m corsa campestre);
  - tiro a segno (pistola laser).

Nell'atletica leggera il pentathlon è una prova multipla, corrispondente femminile del decathlon, ed è stata in vigore nel programma olimpico e internazionale fino al 1981, quando fu sostituito dall'eptathlon. Ne esiste una versione indoor, sempre esclusivamente femminile, che si disputa abitualmente nella manifestazioni internazionali di atletica leggera.